# Angelika Weiz
Angelika Weiz (* 1954 in Heiligenstadt) ist eine deutsche Sängerin in den Genres Blues, Jazz und Soul. Das musikalische Spektrum umfasst  auch Gospel, Spirituals, Rock und Pop. Ihre musikalische Entwicklung begann in der Deutschen Demokratischen Republik, wo sie mit namhaften Musikern und Solisten zusammenarbeitete.

## Leben
Bereits als Schülerin sang Angelika Weiz im Chor, später im Singeklub und in einer Schulband. Mit 16 Jahren wurde sie Mitglied in der Amateurband Modern Blues. Sie erlernte den Beruf einer Fotografin und nahm Gesangsunterricht an der Musikhochschule in Weimar. Nach einem kurzen Intermezzo in der Horst Krüger Band wechselte sie 1975 in die Bluesband ergo aus Erfurt, die von ihrem damaligen Ehemann, Waldemar Weiz, als Nachfolgeband von Modern Blues gegründet worden war. Zur Band gehörten weiterhin: Bernd Fränzel (Saxophon), Joachim Degel (Tenorsaxophon, Querflöte), Thomas Ludwig (E-Piano), Klaus Peter von Kientzel (Schlagzeug), Olaf Schulz (Bassgitarre), Rene Decker (Saxophon), Eddi Janta (Bassgitarre) und Bernd Saewe (Schlagzeug). Ende der 1970er Jahre erhielt die Band die Möglichkeit zu Rundfunkproduktionen beim Sender Weimar des DDR-Rundfunks. Als sie 1983 von Günther Fischer nach Berlin geholt wurde und Waldemar Weiz zum Reservistendienst in der NVA eingezogen wurde, fiel die Band auseinander. Die Musik der Band war eine Mischung aus Blues und Soul mit einer Tendenz zum Jazz, wie sie es selbst ausdrückte.
Im Günther-Fischer-Sextett stand sie gemeinsam mit Wolfgang Zicke Schneider und Hans-Joachim Graswurm auf der Bühne, entwickelte sich zu einer herausragenden Jazz-Vokalistin und gastierte in der Bundesrepublik Deutschland und in Österreich.
1986 gründete Angelika Weiz ihre erste eigene Band, die sich Good Vibration Orchestra und später Loud People nannte. 1988 wurde sie als beste Sängerin der DDR ausgezeichnet. Sie setzte durch, dass die Band englischsprachige Titel produzieren konnte. Ein Jahr später machte sie mit einer kritischen Version des Kinderliedes Unsere Heimat erneut auf sich aufmerksam. Als Folge durfte eine bereits fertiggestellte Langspielplatte Heimat nicht erscheinen und wurde zurückgezogen. Nach der Wende in der DDR engagierte sich Angelika Weiz neben ihrer Arbeit mit Loud People als Vorsitzende des „Musikszene“ e. V. und war Geschäftsführerin der Kulturbrauerei in Berlin am Prenzlauer Berg. Musikalisch ist sie auch weiterhin besonders vielseitig. Zeitweilig arbeitet sie mit Reinhard Lakomy bei der Produktion von Kinderliedern zusammen; mit Günther Fischer und dem Babelsberger Filmorchester produzierte sie Filmmusik. Mit Anke Schenker und Ines Paulke trat sie als Swing Sisters auf und gründete das Gospelprojekt United Voice. Zu dem gehören außer ihr die Sängerinnen Ricarda Ulm und Tina Hänsch, der Sänger Craig Burton und die Musiker Chris Lewis  und Rene Decker, früher ebenfalls bei ergo. Seit 1999 steht sie mit Matthias Hessel, Henning Protzmann und Wolfgang „Zicke“ Schneider als jazzin’ the blues auf der Bühne. Die Band spielt Stücke der Jazzgeschichte in der Tradition von Oscar Peterson, Ramsey Lewis und Jimmy Smith und war ab 2000 die ständige Begleitband von Manfred Krug. Ferner arbeitete sie mit Wolfgang Fiedler, ehemals Fusion, und René Decker im Angelika Weiz Trio zusammen.
2021 beteiligte sich Weiz am Song Heimat des Projektes Die Konferenz unter Führung von Xavier Naidoo. Dieser zeichnete für Text und Musik verantwortlich und am Projekt wirkten etwas mehr als 15 Personen mit, die zu nicht geringen Anteilen aus dem Querdenker-, Impfgegner- und Reichsbürger-Umfeld stammen. Inhaltlich greift der Song neben dem Heimatbegriff auch das Thema Flüchtlinge, Impfungen gegen COVID-19 sowie die Maßnahmen gegen die Covid-19-Pandemie auf.
Weiz lebt im Barnim in Brandenburg und hat eine Tochter.

## Diskografie
CDs
- Heimat – 1992 (Buschfunk)
- Free – 1996 (MARA-Records)
- Adams Lounge – 2003 (First Music)
- weiz christmas & adrians traum – 2016 (gb Records)

Sampler
- Pflanzt mir einen Baum auf Rock für den Frieden 1985 (Amiga)/Die schönsten Rockballaden IV 1996 (Amiga)/The Best of DDR 1997 (BMG)
- I Saw You Yesterday auf Die DEFA Filmhits 1997 (Amiga)
- Unsere Heimat auf Damals in der DDR 2000 (BMG)